# Neomantini
Neomantini – plemię modliszek z rodziny Nanomantidae i podrodziny Fulciniinae.

## Morfologia i zasięg
Modliszki te wyróżniają się na tle rodziny głównie zielonkawym zabarwieniem ciała, służącym maskowaniu na tle liści i stanowiącym apomorfię grupy. Samcze genitalia mają stosunkowo prostą budowę.
Przedstawiciele plemienia występują wyłącznie w krainie australijskiej.

## Taksonomia
Takson ten wprowadzony został przez Christiana J. Schwarza i Rogera Roya w 2019 roku jako jedno z czterech plemion w obrębie podrodziny Fulciniinae. W wieku XX i na początku wieku XXI modliszki te umieszczano wśród Tropidomantinae. Na ich miejsce wśród Fulciniinae wskazały wyniki molekularnych analiz filogenetycznych przeprowadzonych przez Davida D. Yagera i Gavina J. Svensona w 2008 roku, Svensona i Michaela F. Whitinga w 2009 roku oraz Frédérica Legendre i innych w 2015 roku.
Omawiane plemię obejmuje pięć opisanych gatunków, sklasyfikowanych w dwóch rodzajach:
- Kongobatha Hebard, 1920
- Neomantis Giglio-Tos, 1915